# Lanvaudan
Lanvaudan är en kommun i departementet Morbihan i regionen Bretagne i nordvästra Frankrike. Kommunen ligger i kantonen Plouay som tillhör arrondissementet Lorient. År 2022 hade Lanvaudan 809 invånare.

## Befolkningsutveckling
Antalet invånare i kommunen Lanvaudan
| Referens: INSEE |